# Mike Zaher
Michael Rory Zaher (* 24. September 1985 in Phoenix, Arizona) ist US-amerikanischer Fußballspieler.

## Karriere

### Jugend und College
Zaher besuchte die Bishop Gorman High School in Summerlin, Nevada. Mit der Schulmannschaft gewann er 2002 die Nevada High School State Championship. Insgesamt erzielte er 78 Tore während seiner Schulzeit. Nebenbei spielte er noch für Las Vegas Premier, mit denen er siebenmal die Nevada State Championships gewann.
Zaher spielte von 2004 bis 2007 für die Fußballmannschaft der UCLA Bruins. Während dieser Zeit spielte er auch für die Boulder Rapids Reserve und die San Fernando Valley Quakes in der USL Premier Development League.

### Major League Soccer
Zaher wurde im MLS Superdraft 2008 von Toronto FC ausgewählt. Wenig später übernahm D.C. United die Rechte an dem Abwehrspieler und Zaher wurde am 17. April 2008 Teil des Development Roster's. Am 19. Juli 2008 gab er sein Profidebüt, als er für Bryan Namoff zur Halbzeit im Superliga-Spiel gegen Houston Dynamo eingewechselt wurde. Sein erstes MLS-Spiel absolvierte er am 20. August 2008 gegen New England Revolution.
Am 16. März 2009 unterzeichnete er einen Entwicklungsvertrag bei den San Jose Earthquakes. Er absolvierte zehn Spiele in der Saison 2009 für die Kalifornier, wurde aber Ende 2009 freigestellt.

### Charleston Battery
Am 23. März 2010 wechselte er zu Charleston Battery in die USL Second Division.

## Erfolge

### D.C. United
- Lamar Hunt U.S. Open Cup (1): 2008

### Charleston Battery
- USL Second Division Sieger (1)

## Trivia
In dem 2006 erschienenen Musikvideo zu der Single Too Little Too Late von der Sängerin JoJo, spielte Zaher die männliche Hauptrolle.